# Plecia costalis
Plecia costalis är en tvåvingeart som beskrevs av Christian Rudolph Wilhelm Wiedemann 1830. Plecia costalis ingår i släktet Plecia och familjen hårmyggor. Inga underarter finns listade i Catalogue of Life.